# Gastronomie

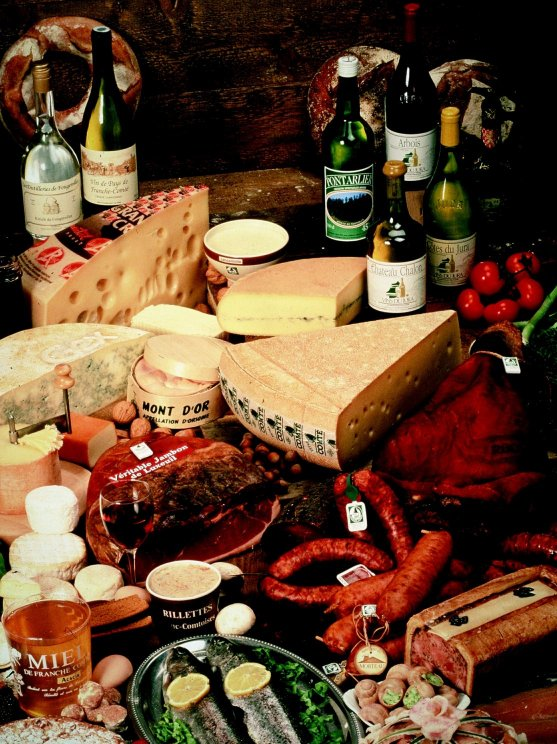
La gastronomie associe l'art de bien préparer les repas, de sélectionner des produits plus ou moins travaillés (fromages, par exemple) et celui de les déguster.

La gastronomie est la connaissance raisonnée de tout ce qui se rapporte à l'être humain en tant qu'il se nourrit. Certains restreignent cela à l'ensemble des règles (fluctuantes, selon pays, classes sociales et modes) qui définissent l'art de faire bonne chère.
Selon l'Académie française, l'expression « faire bonne chère », qui signifiait « faire bon accueil », fut utilisée dès le XIXe siècle au sens de « faire un bon repas », un bon repas étant un élément d'un bon accueil. Dans ce sens, « chère » comprend tout ce qui concerne la quantité, la qualité et la préparation des mets.

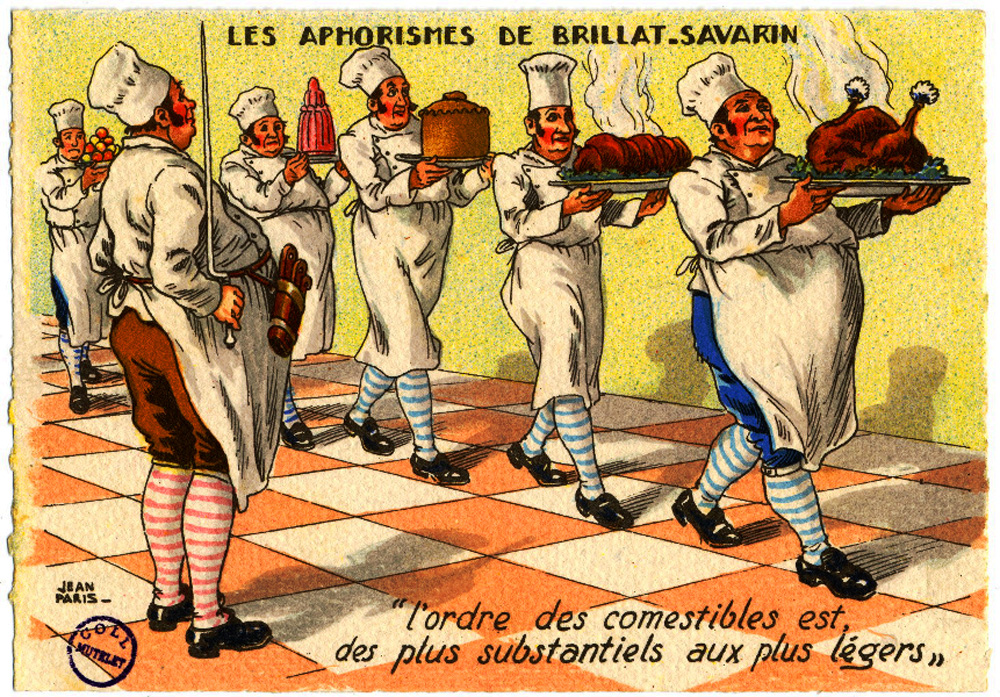
Un des aphorismes de Brillat-Savarin.

Du grec gastèr, « ventre », « estomac », et de nomos, « loi », la gastronomie est littéralement « l'art de régler l'estomac ».
Le terme est attesté de façon isolée dès le XVIIe siècle. Il renvoie à un poème grec perdu d'Archestrate (IVe siècle av. J.-C.), poème mentionné dans le Banquet des sophistes, traité culinaire rédigé par le Grec Athénée. L'article de l’Encyclopédie, qui traite de ce sujet, s'appelle « Art de la gueule ».
Le terme « gastronomie » apparaît pour la première fois dans le titre d'un poème de Joseph Berchoux, en 1801, Gastronomie ou l'homme des champs à table. Le mot « gastronomie », tout comme le mot « gastronome », a été popularisé dans le monde entier par l'ouvrage de Jean Anthelme Brillat-Savarin, Physiologie du goût, publié en 1825.
Selon Brillat-Savarin, « La gastronomie est la connaissance raisonnée de tout ce qui a rapport à l’homme en tant qu’il se nourrit. Son but est de veiller à la conservation des hommes, au moyen de la meilleure nourriture possible ». Au XXIe siècle, le sens de ce terme a progressivement évolué vers : « La gastronomie est la connaissance raisonnée de tout ce qui a rapport à la bonne chère ».
Il est à souligner l'apport fait par Ziryab (789-857), qui fut considéré en Andalousie comme l'arbitre des élégances et du bon goût. Originaire de Bagdad, il vécut à Cordoue et fixa le premier les règles du service des mets au cours d'un repas. Paul Balta, directeur honoraire du Centre d’études de l’Orient contemporain, explique : « C’est lui qui fixa l'ordonnance des repas — entrée, plat principal, desserts —, remplaça le gobelet d'or ou d'argent par le verre à pied tel que nous le connaissons, et rétablit la tradition du banquet ».

## Définitions actuelles de la gastronomie
La gastronomie est un ensemble de connaissances et de pratiques concernant l'alimentation. Le mot se prête à de nombreuses définitions et à des acceptions qui s’avèrent être bien souvent contradictoires.

### AuXXesiècle
Au XXe siècle, on définit généralement et vaguement la gastronomie comme une manière particulièrement attentive, souvent considérée comme élitiste, de cuisiner et, surtout, de déguster des aliments, « avec pour piliers l'art de la cuisine et l'épicurisme »…
Son objectif étant de « satisfaire les papilles » plus que de répondre à un besoin vital, la gastronomie suit ou édicte des règles variables d'un pays à l'autre et dans le temps. Elles sont basées sur des techniques culinaires éventuellement très élaborées et des principes de dégustation faisant aller au-delà du plaisir immédiat, principes extrêmement variables selon les pays et les civilisations.
- Les techniques culinaires sont, pour l'essentiel, celles de la cuisine ordinaire, mais exécutées à la perfection (choix des produits, température et temps de cuisson, assaisonnements), et demandent pour certaines un long apprentissage.
- La notion de dégustation varie avec le contexte (convivialité joyeuse ou réunion d'experts s'érigeant en juges). De façon courante, il s'agit d'apprécier et de pouvoir analyser les accords de saveurs, les nuances de préparation, les harmonies entre mets et boissons d'accompagnement, la présentation même des mets, la qualité du service. Le gastronome averti, parfois autoproclamé tel, est supposé capable de juger du respect des traditions ou de l'intérêt des innovations.

L'exercice de la gastronomie requiert donc un savoir, tant pour préparer que pour déguster et, en principe, le sens de la convivialité.
On[Qui ?] affirme que l'art de préparer un repas gastronomique est celui du cuisinier, et que l'art de le bien déguster est celui du gastronome.

### AuXXIesiècle
En tant qu'ensemble de connaissances et de pratiques, la gastronomie est peu à peu considérée comme une culture.

« Elle intègre des données immatérielles comme des savoirs, des pratiques — savoir-faire et rituels —, du lien social et du partage — résumés par la formule « humanisme de la table » où se dit l’ouverture à l’autre et à l’ailleurs —, des discours et des représentations. Immatérialité qui s’incarne dans la matérialité des instruments techniques, des produits, des mets, des livres de recettes, des lieux comme les restaurants, des objets de la cuisine et de la table. »

Constituant un élément approprié et reconnu par la majorité des classes sociales d'une région ou d'un pays, la gastronomie constitue l'une des composantes de la « culture », synthèse des savoir-faire et des traditions (populaires comme élitaires) quant au boire et au manger.
À ce titre, elle constitue un patrimoine immatériel dont divers pays — le Mexique, dès 2005, la France, en 2008 — ont demandé l'inscription sur la liste du patrimoine mondial de l'Unesco. Chacun voyant midi à son clocher, les goûts différant à l'aune de l'éducation et des moyens financiers, de nombreux pays sont candidats.
Le 16 novembre 2010, le repas gastronomique des Français est l'intitulé sous lequel l'histoire, l'originalité et l'identité des repas gastronomiques français ont été inscrites sur la liste représentative du patrimoine culturel immatériel de l'humanité, par l'UNESCO. C'est la première fois que des traditions culinaires sont enregistrées dans cette liste.
La gastronomie est objet d'études et de recherches scientifiques un peu partout dans le monde.

## Un luxe et un art
Il y a confusion quand on assimile la gastronomie à un luxe, en raison du coût élevé de certains aliments et des prix de la restauration de haut niveau (cuisiniers maîtrisant des techniques précises, élaborant des mets composés de produits de haute qualité gustative, éventuellement inédits). En effet, une connaissance n'est pas une cuisine !
Des convives fortunés voyageant à travers le monde, pouvant s'attarder à table et ayant la curiosité d'une littérature spécialisée, se constituent une culture gastronomique étendue plus facilement que les gourmets aux moyens financiers limités, qui peuvent, néanmoins, se considérer comme tout autant gastronomes.
La gastronomie concerne aussi des produits simples et des recettes de tous les jours qui peuvent, autant que les mets luxueux, participer à l'éducation gustative et à l'entraînement à la dégustation. Celui qui s'applique à déguster avec attention un plat simple, en mémorisant ses sensations, dans des conditions de « luxe, calme et volupté », témoigne d'un comportement de gastronome, contrairement à celui qui mange ce même plat distraitement, simplement pour se nourrir, combler sa faim ou s'attabler par convention.

## Une philosophie et une science
Charles Fourier, dans l'élaboration utopique d'un monde meilleur, donne une place essentielle au goût qui concerne, dit-il, quatre fonctions : la gastronomie, la cuisine, la conserve et la culture. La combinaison de ces fonctions engendre la gastrosophie, où la gastronomie devient une science destinée à offrir à tous les « raffinements de bonne chère que la civilisation réserve aux oisifs ».
« Les manifestes gastrosophiques tentent de présenter la gastronomie sans ses apparats et artifices habituels, mettant à l'honneur la vision philosophique de ce monde alimentaire, la personnalité gastronomique qui est au fond de nous, son intérêt social et la vision de chacun du terme “gastronomie”… L’affirmation identitaire des attentes gastronomiques ne signifie pas obligatoirement à faire du conservatisme féroce appelé “gastronomisme” », dit Kilien Stengel.

## Diversité géographique et culturelle
Les règles de la gastronomie varient selon les classes sociales, les nations, les régions, les époques et les modes.
Les différences sont, ou furent, liées aux ressources alimentaires locales, les classes aisées ayant en principe une culture de table plus vaste. Cela fut sensible au « temps des paroisses ». Les principes socioculturels, en particulier religieux, sont particulièrement importants dans certains univers.
S'il existe une gastronomie que l'on peut dire « mondiale », au temps du Fooding, les habitudes gastronomiques locales, régionales et nationales demeurent assez solidement ancrées. Depuis les années 2010, la philosophie du mouvement du social dining permet à des particuliers passionnés ou des chefs cuisiniers de partager des repas à leurs domiciles.
Il n'y a d'ailleurs pas contradiction entre l'attachement aux traditions et aux recettes locales et la curiosité envers l'inédit. De nombreux amateurs de bonne chère sont ouverts aux diverses cultures de table et apprécient ce qui vient d'ailleurs : la seule lecture d'innombrables cartes de restaurants, à Paris, Londres, Moscou ou Tokyo, le proclame. Cette ouverture s'est surtout avérée à partir du XIXe siècle, lorsque les gourmets ont découvert d'autres terroirs que ceux de leur province, d'autres habitudes alimentaires que celles de leur ville ou de leur bourg.
Les diverses cultures gastronomiques asiatiques, fort différentes les unes des autres, ne sont de toute évidence pas celles de l'Occident, où l'on s'attable de façons fort diverses de part et d'autre des frontières. Cela malgré la relative uniformisation de la haute gastronomie, de plus en plus indifférente aux terroirs : les grands chefs privilégient en principe les produits locaux mais font, pour l'essentiel, leur marché au loin, étant donné les facilités de transport, les nouvelles possibilités de conservation, etc. La plupart de ces chefs voyagent beaucoup, font des stages, puis dirigent des restaurants à l'étranger.
Les religions ont leur importance, bien que les gastronomes reconnus, ou se voulant tels, n'y fassent que prudemment référence : les gourmets de confession musulmane ou juive ne partagent pas forcément les préférences des gastronomes chrétiens, bouddhistes, etc., en raison des interdits religieux plus ou moins respectés et des habitudes communautaires.
L'origine sociale, l'éducation et les ressources financières jouent également beaucoup. Déguster des caviars et les différencier, par exemple, n'est pas à la portée de tous.
Les différences gastronomiques dépendent aussi de principes techniques et artistiques. La cuisine évolue ; on évoque souvent la cuisine moléculaire, révélée par Hervé This depuis 1980 (à ne pas confondre avec la "gastronomie moléculaire", qui est une discipline scientifique : l'exploration scientifique des phénomènes qui apparaissent lors des transformations culinaires).
Le répertoire gastronomique dit « moderne » propose des préparations s'écartant de celles de la cuisine dite « traditionnelle ».

## Les pères fondateurs de la gastronomie occidentale moderne

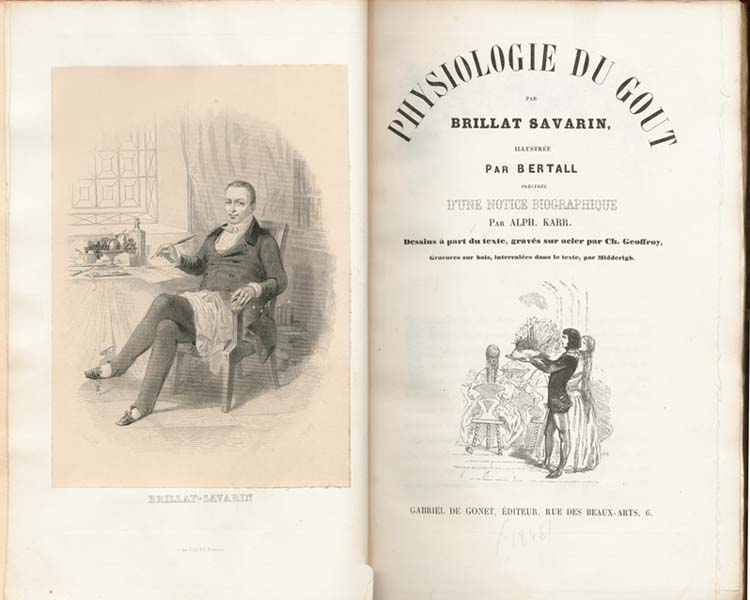
Frontispice de la Physiologie du goût avec un portrait de Brillat-Savarin (1848).

### Vers 1800
- Brillat-Savarin (1755-1826) est un illustre gastronome français, qui fut, toute sa vie, un épicurien (au sens proprement philosophique du terme). Sa publication la plus célèbre, Physiologie du goût[7], est éditée sans nom d'auteur en décembre 1825.
- Grimod de la Reynière (1758-1838), avocat, acquiert sous Napoléon Ier la célébrité par sa vie sensuelle et la gastronomie. On notera en particulier son ouvrage de 1803, L'Almanach des gourmands[17].
- Charles Durand (1766-1854) est un cuisinier et célèbre gastronome. En 1830, il publie Le Cuisinier Durand[18], ouvrage qui constitue l'un des premiers livres de cuisine. Il y développe également le concept de « cuisine régionale ». Il s'est fait l'apôtre de la cuisine provençale et des cuisines du terroir méconnues en dehors du cru. C'est lui qui fit connaître à Paris une spécialité nîmoise : la brandade de morue.

### Vers 1850
- Alexandre Dumas (1802-1870), personnalité de la littérature française, était aussi gastronome et se prétendait cuisinier. Son Grand dictionnaire de cuisine[19], auquel il a consacré les dernières années de sa vie et publié à titre posthume, contient un glossaire en rapport avec la cuisine, ingrédients (épices, légumes, animaux), plats, desserts et plus de trois mille recettes.
- Charles Monselet (1825-1888) est un poète, journaliste, romancier, chroniqueur et gastronome, qui prenait plaisir à brosser les portraits de ses contemporains, aussi bien qu'à commenter un bon repas. Il publia des recueils de cuisine, des poèmes[20] sur le thème de la gastronomie, tels que le Sonnet de l'asperge, Hymne à la truite et l'Ode au cochon ainsi que les Lettres gourmandes[21].
- Pellegrino Artusi (1820-1911) publie en 1891 un manuel de multiples fois réédité jusqu'à nos jours La Scienza in cucina e l'Arte di mangiar bene La science en cuisine et l'art de bien manger : hygiène, économie, bon goût, cet inventaire de 790 recettes de la cuisine de toutes les régions italiennes, volontairement démarqué des influences françaises « cuisiniers de baldaquin », met en évidence une cuisine simple, à la portée de tout le monde[22].
- Baron Brisse ou le baron Léon Brisse (1813-1876) était garde général des forêts. Il quitte l'administration vers 1850 et se rend à Paris pour y devenir journaliste. Amateur de bonne chère, il est chargé de rédiger une chronique quotidienne gastronomique dans La Liberté. Après sa mort furent publiés Les Trois cent soixante-six menus du baron Brisse[23], ou de La Cuisine en carême[24].

### Vers 1900
Curnonsky, un gastronome français né à Angers (1872-1956), est proclamé prince des Gastronomes en 1927, titre qui lui reste attaché aujourd'hui encore.

## Les associations gastronomiques
Ces clubs, académies, et autres associations regroupent le plus souvent des philanthropes dans le but de promouvoir un idéal de saine et bonne gastronomie. Curnonsky et Dérys écrivent « Il y a une tendance à croire que ces sociétés sont des groupements de joyeux drilles qui ne s'assemblent que pour savourer des repas copieux en racontant des bonnes histoires. Voilà où est l'erreur. Les clubs gastronomiques travaillent » .

### L'entre-deux-guerres
Curnonsky et Gaston Dérys ont établi et décrit les clubs de gourmands parisiens actifs en 1933 par ordre de notoriété : Le Club des Cent, le Club des purs-Cent, le Grand Perdreau, le Plat Unique, l'Académie des Gastronomes qui succède à l'Académie des Psychologues du goût, l'Académie du Goût de Camille Cerf, les Compagnons de Cocagne, La Pipe, l'Association des gastronomes régionalistes d'Austin de Croze, Le Diner des Quatorze de Paul Reboux et Charles Muller, Le Club des Sans Club de Paul Poulgy, Le Fin Palais (diners d'avocats, avocates exclues), La Petite Viande, Le Plat Unique, le Diner du premier Samedi fondé par Jacques Chabannes, la Ligue des Cent Mille .
En Grande Bretagne l'International Wine and Food Society (fondée en 1933).
En Belgique, le Club royal des gastronomes de Belgique fut officiellement fondé en 1938, succédant au Club de la Bonne Auberge dont la création avait été insufflée par Curnonsky.

### Après guerre
En 1950, le Dr Auguste Bécart, les journalistes de renom Jean Valby et Curnonsky, les chefs Louis Giraudon et Marcel Dorin relancent la confrérie de la Chaîne des rôtisseurs et en font l'Association mondiale de la gastronomie (toujours active aujourd'hui dans 70 pays).